# Fronte Rivoluzionario di Timor Est Indipendente
Il Fronte Rivoluzionario di Timor Est Indipendente (in portoghese Frente Revolucionária do Timor-Leste Independente - FRETILIN) è un partito politico fondato nel Timor portoghese nel 1974 con lo scopo di ottenere l'indipendenza per la parte orientale dell'isola di Timor dal Portogallo e successivamente dall'Indonesia. Con la proclamazione, riconosciuta dalle Nazioni Unite, di Timor Est, da movimento indipendentista si è trasformato in un partito politico.

## Storia

### La lotta per l'indipendenza
Dopo la rivoluzione dei garofani, scoppiata in Portogallo nell'aprile del 1974, anche nella colonia portoghese di Timor vennero fondati i primi partiti, in vista di libere elezioni per un'assemblea costituente. La creazione di questi partiti venne approvata dal governatore portoghese Mário Lemos Pires. Il 20 maggio di quell'anno Francisco Xavier do Amaral, primo presidente del FRETILIN, Nicolau dos Reis Lobato, primo vicepresidente del medesimo, ed altri fondarono il partito di sinistra Associação Social Democrática Timorense (ASDT) (Associazione socialdemocratica di Timor, che fu la progenitrice dell'attuale partito omonimo di Timor Est). Essi anelavano fortemente ad un'indipendenza totale di Timor Est dal Portogallo, mentre altri partiti premevano per mantenere con l'ex potenza coloniale legami stretti o addirittura l'annessione all'Australia od all'Indonesia. Altri esponenti di spicco della nuova formazione politica erano: Alarico Fernandes, Primo Segretario Generale, Justino Mota, Vicesegretario Generale, Marí Bin Amude Alkatiri, Segretario agli Affari Politici e José Ramos-Horta, Segretario per i rapporti con l'Estero. Nel settembre 1974 l'ASDT mutò il proprio nome in FRETILIN. Molti fra i fondatori del partito provenivano dalla casta dei Liurai (l'antica nobiltà della Timor precoloniale) ed erano insegnanti o esperti in amministrazione.
Australia ed Indonesia accusarono il movimento di essere marxista, ma esso era più che altro un movimento di unificazione nazionale: Fernandes si considerava marxista, Nicolau Lobato un fautore del socialismo cristiano, Amaral un conservatore e Ramos-Horta un social-democratico.
Tuttavia il nome FRETILIN suonava assai vicino a quello del FRELIMO mozambicano; esso tuttavia subiva maggiormente l'influenza dei movimenti africani quali quello di Amílcar Cabral per la Guinea Bissau e Capo Verde. La paura di una Timor Est marxista fu alla base del sostegno statunitense ed australiano all'invasione indonesiana. Già nella primavera del 1975 il FRETILIN poteva contare su numerosi sostenitori in Timor Est. Il 13 marzo del 1975, nel quadro della decolonizzazione, furono tenute elezioni nel distretto di Lautém, allo scopo di sostituire il tradizionale sistema di governo. In questo progetto-pilota gli elettori sceglievano fra vari candidati e liste. Il voto consisteva nella scelta del candidato effettuata ponendo nella corrispondente urna un ciottolo di ghiaia. I candidati del FRETILIN ottennero complessivamente il 55% dei suffragi. Al secondo posto si piazzò l'União Democrática Timorense (UDT), che propugnava il mantenimento di forti legami con l'ex potenza coloniale.
Nell'estate del 1975 scoppiarono, fomentati dal Servizio segreto indonesiano, il Bakin, scontri fra il FRETILIN e l'UDT. Il 10 agosto l'UDT tentò un putsch per fermare il crescente successo del FRETILIN e nella città di Dili si giunse ai combattimenti nelle strade. Il governatore portoghese Pires si rifugiò nell'antistante isola di Atauro, da dove cercò di far accettare dalle parti un compromesso. Il FRETILIN lo invitò a rientrare per portare a compimento il processo di decolonizzazione ma Pires preferì tornarsene a Lisbona ed attendere colà gli eventi. Gli esttimoresi, che precedentemente avevano prestato servizio nell'esercito portoghese, sostennero il FRETILIN, formando il primo nucleo delle future Forze Armate per la Liberazione Nazionale di Timor Est (FALINTIL: Forças Armadas de Libertação Nacional de Timor Leste). Il 27 agosto il FRETILIN, grazie anche al sostegno armato degli ex militari, ebbe il sopravvento, assumendo il controllo di Dili. Negli scontri erano morte in tutto circa 2000 persone; al FRETILIN vennero mossi pesanti rimproveri per queste vittime ed esso dovette ammettere che erano anche stati uccisi in carcere alcuni seguaci dell'UDT. Intanto 500 combattenti di questo partito e circa 2500 civili fuggirono rifugiandosi nella parte occidentale di Timor, appartenente all'Indonesia. Essi quindi dovettero così sostenere l'annessione di Timor Est all'Indonesia.
Questa presentava il conflitto in Timor Est come una guerra civile, che aveva gettato nell'anarchia e nel caos l'ex colonia. Un mese dopo numerose organizzazioni umanitarie provenienti dall'Australia e da altri paesi visitarono Timor Est, dichiarando che la situazione era diventata stabile, avendo il FRETILIN cercato, con l'appoggio della popolazione, di riportare tutto all'ordine e anche i sostenitori dell'UDT che erano rimasti, cooperarono a questo fine. Intanto l'Indonesia occupava via via sempre un maggior territorio di Timor Est. Il 28 novembre 1975 il FRETILIN proclamò l'indipendenza della nuova Repubblica Democratica di Timor Est, poiché in questo modo, come nazione indipendente, contava su un maggior aiuto da parte delle Nazioni Unite; Amaral fu il primo Presidente della nuova repubblica e Lobato il primo Capo del governo. Il 7 dicembre iniziò l'invasione vera e propria di Timor Est da parte dell'Indonesia.
Nel marzo 1976 a Soibada, Lobato venne ufficialmente proclamato capo delle Forze armate della neonata repubblica e sui monti di Timor Est iniziarono operazioni di guerriglia di resistenza contro gl'indonesiani. Alla fine del 1976 iniziarono all'interno del partito litigi sull'organizzazione nella zona orientale del paese. A seguito di ciò i comandanti locali del FRETILIN, Aquiles Freitas Soares (Quelicai) e Francisco Ruas Hornay vennero arrestati e giustiziati.

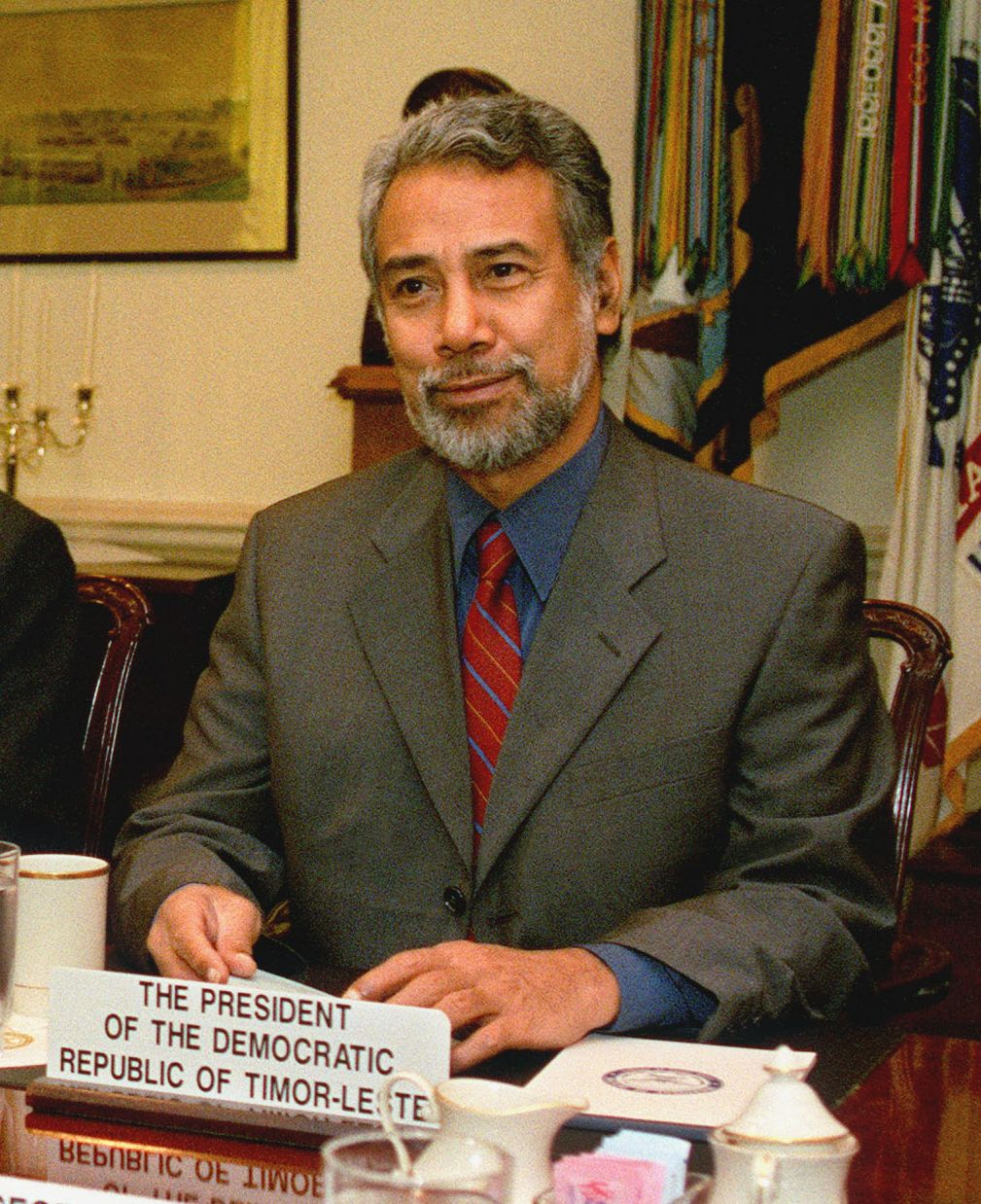
Xanana Gusmão

Nel 1977 Amaral venne espulso dal FRETILIN per divergenze sul come condurre l'opposizione all'occupazione indonesiana. Fino al 1978 quasi tutti i comandanti della guerriglia degli esttimorensi erano stati uccisi dall'esercito indonesiano. Nel 1981 una conferenza nazionale clandestina a Lacluta scelse come capo del FALINTIL Xanana Gusmão. Sotto la sua guida l'esercito clandestino contò su operazioni sotterranee segrete, suddividendosi in piccoli gruppi per attaccare obiettivi indonesiani. Gusmão condusse la guerriglia fino al 1992, quando gl'indonesiani, con una grossa operazione che coinvolse 40.000 unità del proprio esercito, riuscì ad catturarlo.
Nel 1996 José Ramos-Horta, rappresentante della resistenza esttimorense presso le Nazioni Unite a New York ed il suo conterraneo, il vescovo Carlos Filipe Ximenes Belo, ottennero il Premio Nobel per la pace.
Il 31 marzo 1986 venne fondata la Conferenza Nazionale Esttimorense da parte del FRETILIN, dell'UDT, del Klibur Oan Timur Asuwain (KOTA) e del Partito Laburista quale Confederazione Generale. Subito dopo però le liti ed i combattimenti fra gli stessi gruppi ripresero più frequenti di prima, cosicché l'accordo decadde nuovamente.
Il 20 agosto 1987 il FALINTIL di Xanana Gusmão venne trasformato da braccio armato del partito del FRETILIN in esercito ufficiale della Resistenza esttimorense e Gusmão continuò ad esserne il capo. In un congresso del 1988, Gusmão ed José Ramos-Horta, portavoce del governo esttimorense in esilio e suo rappresentante presso le Nazioni Unite, fondarono il Conselho Nacional de Resistência Maubere CNRM (Consiglio Nazionale della Resistenza del Maubere, più tardi Conselho Nacional de Resistência Timorense, cioè CNRT – Consiglio Nazionale della Resistenza osttimorense), come nuova Confederazione Generale della Resistenza osttimorense, della quale venne eletto presidente Xanana Gusmão, era uscito dal FRETILIN, per non essere considerato di parte nell'ambito della nuova conferenza unificatrice della resistenza contro l'Indonesia. Allo stesso modo si comportò Ramos-Horta. UDT e KOTA inizialmente rinunciarono a collaborare. Il FALINTIL venne posto sotto l'autorità del CNRT ed al suo comando venne istituito un Comitato Direttivo (CDF): Segretario del medesimo venne nominato Ma'huno Bulerek Karathayano ed i suoi rappresentanti furono Francisco Lu-Olo Guterres, Mau Hodu e Nino Konis Santana. Dopo la cattura di Xanana Gusmão del 1992, Ma'huno gli subentrò anche alla guida del FALINTIL. Nel 1993 Ma'huno venne anch'egli catturato dagli indonesiani, subendo il medesimo destino. Il nuovo Segretario del CDF e guida del FALINTIL divenne Nino Konis Santana, che tuttavia morì nel marzo del 1998. Francisco Lu-Olo Guterres fu allora il nuovo Segretario del CDF e capo del partito.
Nel maggio 1998 venne deposto il dittatore dell'Indonesia, generale Suharto, ed iniziarono le trattative per la soluzione del problema di Timor Est.
Guterres venne scelto dalla Conferenza Straordinaria Nazionale, tenutasi a Sydney dal 15 al 20 agosto 1998, come Coordinatore del Comitato di Presidenza del FRETILIN, ora la carica più alta nel partito. I rappresentanti furono Marí Alkatiri, per il fronte diplomatico, Ma'huno, che era già stato liberato nel 1995 a seguito di un'amnistia, per quello clandestino. Il CDF, come organo del partito, venne abolito. Il 30 agosto 1999 il 78,5 %, attraverso un referendum, la popolazione esttimorense si dichiarò a favore dell'indipendenza di Timor Est dall'Indonesia. Prima e dopo lo svolgimento di questo referendum ebbero luogo massacri e violenze contro la popolazione da parte di milizie pro-Indonesia e dello stesso esercito indonesiano. Una Forza Internazionale di Pace, sotto guidata dall'Australia, sbarcò a Timor Est per portarvi ordine e pace e il Paese venne sottoposto dal 25 ottobre 1999 al 20 maggio 2002 all'Amministrazione Straordinaria della United Nations Transitional Administration in East Timor (Amministrazione Temporanea di Timor Est da parte delle Nazioni Unite – UNTAET).
Nel maggio del 2000 ebbe luogo a Dili una Conferenza dei quadri del FRETILIN, cui presero parte 1250 delegati da Timor Est e da tutti i paesi ove esistevano esttimorensi in esilio.
Dal Congresso Straordinario del partito del luglio 2001, Lo-Olo venne eletto Presidente del partito ed Alkatiri Segretario Generale. Fino al Congresso del CNRT di agosto si associarono alla CNRT i nuovi partiti di Timor Est UDC, PSD ed anche i vecchi partiti KOTA, l'associazione filo-indonesiana APODETI ed il Partito Laburista.
Dopo il Congresso però, uscirono dalla CNRT il FRETILIN e l'UDT, per potersi presentare come un unico partito alle imminenti elezioni, che si tennero in Timor Est il 30 agosto 2001. Il FRETILIN ottenne il 57,37 % die voti, diventando così la forza politica principale in Parlamento. Il 20 maggio 2002 Timor Est divenne definitivamente una repubblica indipendente.

### Al governo di una repubblica indipendente
Il FRETLIN aderisce all'Internazionale Socialista.
Nell'ottobre 2005 la "Commissione per l'accoglienza, la verità e la riconciliazione di Timor Est" (CAVR = Comissão de Acolhimento, Verdade e Reconciliacão de Timor-Leste) ha pubblicato un rapporto di oltre 2000 pagine sulle conseguenze dell'occupazione di Timor Est da parte dell'Indonesia. Anche il FRETILIN ha subito reprimende per violazione dei diritti umani nel periodo fra il 1974 ed il 1999. Nel rapporto si parla di 1.297 uccisioni illegali, 71 casi di persone scomparse, oltre 3000 casi arresti, quasi 1.000 casi di maltrattamenti e violenze sessuali, oltre 400 casi di trasferimenti e reclutamenti coatti, nonché distruzione di beni privati. Questi fatti hanno avuto luogo prevalentemente negli anni ottanta.
Con 55 degli 88 seggi nel primo Parlamento nazionale di Timor Est, il FRETILIN poteva contare sulla maggioranza assoluta, ma in breve tempo esso si divise in più gruppi. Fino all'indipendenza i deputati rappresentanti dei distretti in Parlamento appartenevano al FRETILIN. Francisco Guterres (fino al luglio 2001) fu Presidente dei parlamentari. Il Segretario Generale Marí Alkatiri divenne il primo Capo del Governo di Timor Est, ma dovette dimettersi insieme a due dei suoi ministri, in seguito ai disordini del 2006. Il suo successore fu José Ramos-Horta, che però, come il Presidente dello Stato di Timor Est, Xanana Gusmão, già nel 1988, si era dimesso dal partito, per assumere una posizione di neutralità all'interno del CNRT.
José Luís Guterres, che era stato Ministro degli Esteri nel governo Ramos-Horta, fallì, in una caotica riunione, nel tentativo del suo gruppo FRETILIN Mudança di sostenere Alkatiri anche come Segretario Generale del partito. Alkatiri rimase Segretario Generale ed il numero due della gerarchia del partito, sotto Francisco Guterres.

### Perdita del potere
Francisco Guterres partecipò per il FRETILIN alle elezioni presidenziali del 2007, ma nonostante avesse raccolto al primo turno la maggioranza relativa dei voti (27,89 %), perse nel ballottaggio successivo contro Ramos-Horta, ottenendo solo il 30,82% dei consensi popolari.
Le elezioni parlamentari del 2007 portarono al FRETILIN una dolorosa sconfitta. Esso ottenne solo il 29,02 %, ma con 21 seggi, rimase il partito più forte in Parlamento.
Tuttavia quattro partiti si unirono in una coalizione denominata Aliança da Maioria Parlamentar (AMP), che con 37 seggi in Parlamento superò appena la maggioranz assoluta.
Scoppiò quindi una controversia: se, cioè, il FRETILIN, secondo la Costituzione, dovesse condurre il governo, o se solo l'AMP ne avesse facoltà. Poiché non si riuscì a giungere ad un accordo tra i blocchi, il Presidente dello Stato, Ramos-Horta, decise di affidare l'incarico di Primo Ministro ala decisione dell'AMP. Il Segretario Generale Marí Alkatiri definì questa decisione non conforme alla Costituzione e quindi illegale. Minacce di boicottaggio delle sedute parlamentari e di ricorso alla Corte Suprema non ebbero effetto alcuno. Poco dopo che si seppe che la formazione del governo era stata affidata all'AMP, si verificarono, specialmente a Dili e nelle roccaforti del FRETILIN, i distretti di Viqueque e di Baucau, numerosi atti di violenza, dei quali erano responsabili diversi personaggi politici del FRETILIN ed in particolare seguaci di Alkatiri. Questi prese le distanze dalle violenze, declinando ogni responsabilità in merito.
Dopo le elezioni parlamentari del 2007 Arsénio Bano divenne vicepresidente del FRETILIN. Nato nel 1974, doveva rappresentare la preparazione ad un cambio generazionale secondo le comunicazioni ufficiali del partito. Egli era già al terzo posto, dietro Guterres ed Alkatiri, nelle elezioni parlamentari.
Il 1º maggio 2008 il FRETILIN sottoscrisse una dichiarazione di alleanza per la costituzione di una coalizione, in vista delle elezioni dell'anno a venire, con l'Associação Social-Democrata de Timor (ASDT = Associazione Social-democratica di Timor). Tuttavia a questo non seguì alcun ulteriore ravvicinamento fra i due partiti e l'ASDT mantenne la sua alleanza di governo con l'AMP. Il FRETILIN si concentrò, subito dopo le elezioni, sulla campagna contro brogli e corruzioni, sollecitando nuove elezioni.
Il 20 agosto 2011 il FRETILIN, quale primo partito di Timor Est, fece scegliere agli elettori la propria leadership, mediante elezioni dirette. I 165.570 scelsero, per il 95,87 %, il presidente del partito Guterres, contro i rimanenti, schierati con il concorrente Alkatiri.
Le elezioni presidenzilai in Timor Est del 2012 andarono come quelle del 2007. Guterres ottenne al primo turno il 28,76 %, ma perdette contro Taur Matan Ruak, che al primo turno aveva ottenuto il 38,77 % e al ballottaggio ottenne la maggioranza con il 61,23% dei voti.

### I conflitti per le riforme

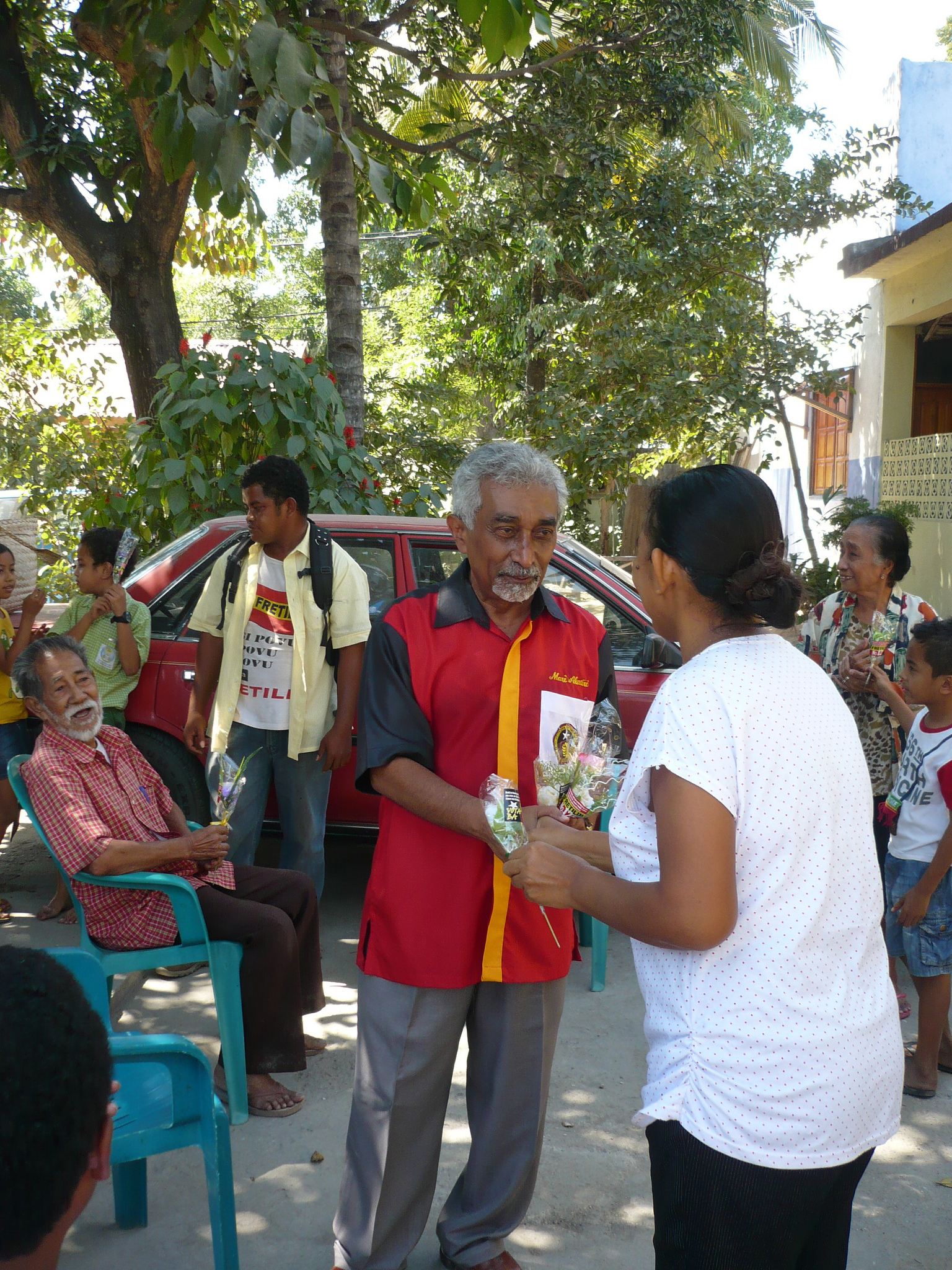
Alkatiri durante la campagna elettorale del 2012

Il confronto tra il FRETILIN Mudança con il proprio partito salì al livello delle elezioni parlamentari. Alkatiri ottenne un processo per far chiudere la corrente FRETILIN Mudança, poiché essi avevano invitato a votare per Xanana Gusmão ed il suo nuovo partito Congresso Nacional da Reconstrução Timorense (CNRT = Congresso Nazionale per la Ricostruzione di Timor). All'invito i riformatori non aderirono. Sorprendentemente Gusmão chiamò José Luís Guterres come Vice-Primo Ministro. La sua nomina venne vista come la volontà di apertura di una possibilità di partecipazione al governo da parte delle forze riformatrici all'interno del FRETILIN. Una successiva ai politici del FRETILIN di partecipare al governo del Paese, venne respinta.
Il 28 april 2011 il FRETILIN Mudança fu registrato come partito a sé stante, e nell'agosto del 2011 prese il nome di Frenti-Mudança. Con la sua partecipazione alle elezioni parlamentari del 7 luglio 2012 riuscì ad entrare in Parlamento con il 3,11 % dei voti ottenuti.
Il Frenti-Mudança partecipa alla coalizione di governo guidata dal CNRT, mentre il FRETILIN, a dispetto della sua "vittoria" con il 29,87 %, cui corrispondono 25 seggi, è ora solo il secondo partito in Parlamento e costituisce l'unica forza di opposizione.
Nei distretti di Baucau e di Viqueque il FRETILIN ha ottenuto più della metà dei suffragi (rispettivamente il 51,38 % ed il 59,52 %). Egl è stato anche la forza politica che ha ottenuto singolarmente il più alto consenso nei distretti Lautém e di Manufahi (rispettivamente il 43,86 % ed il 31,86 %).
Nelle notti fra il 15 ed il 17 luglio, nel quartiere di Comoro a Dili ed in altre periferie ebbero luogo numerosi atti di violenza.
Ad Hera lo studente originario di Uato-Lari e seguace del FRETILIN, Armindo Pereira Alves, venne ucciso con un colpo d'arma da fuoco da un poliziotto. Allorché la sua salma venne traslata nel paese natio, la stazione di polizia venne assalita. 5 altre persone, fra le quali quattro poliziotti, vennero feriti durante i disordini a Dili e 60 autovetture e sette case furono distrutte. La polizia arrestò 16 persone, quando queste danneggiarono la più grande moschea Timor Est, la An-Nuur-Moschee.
Il capo della polizia del Paese Longuinhos Monteiro negò che dietro le violenze vi fossero motivazioni politiche ed il FRETILIN respinse ogni accusa di avere responsabilità nelle sommosse. Il Segretario Generale Marí Alkatiri diede la colpa dei disordini ai membri del CNRT: essi si sarebbero pronunciati in una trasmissione televisiva in diretta in termini sprezzanti contro il FRETILIN, provocando così i disordini. Il Segretario Generale della CNRT, Babo, chiese scusa per l'asprezza delle parole espresse dai suoi colleghi di partito. Il leader dell'Osservatorio elettorale australiano Damien Kingsbury ha ritenuto però che la responsabilità nei disordini andasse ascritta anche al disappunto dei seguaci del FRETILIN per il mancato successo nella campagna elettorale, che essi speravano li riportasse al governo.

## Gli esponenti più importanti del FRETILIN
- Francisco Lu-Olo Guterres, Presidente
- Arsénio Bano, Vicepresidente
- Marí Bin Amude Alkatiri, Segretario Generale
- José Reis, Vice Segretario Generale
- Altri esponenti di spicco:
  - Rogerio Lobato
  - Estanislau da Silva
  - Rosária Corte-Real
  - Adaljiza Magno
  - Ana Pessoa Pinto
  - Roque Rodrigues

## Organizzazioni collegate al FRETILIN
- OJETIL  (Organização de Jovens e Estudantes de Timor Leste = Organizzazione dei Giovani e degli Studenti di Timor Est): associazione studentesca
- OPJT (Organização Popular de Juventude Timorense = Organizzazione Popolare della Gioventù di Timor Est): associazione giovanile
- OPMT (Organização Popular de Mulheres Timorense = Organizzazione Popolare delle Donne di Timor Est): associazione femminile
- Radio Maubere, radioemittente del Partito dal 20 maggio 2011

## Risultati elettorali
| Elezione          | Voti    | %     | Seggi   |
| ----------------- | ------- | ----- | ------- |
| Parlamentari 2018 | 213.324 | 34,16 | 23 / 65 |

| Elezione           | Candidato          | Voti    | %     | Esito     |
| ------------------ | ------------------ | ------- | ----- | --------- |
| Presidenziali 2017 | Francisco Guterres | 295.048 | 57,10 | ✔️ Eletto |